# J'accuse (film fra 1919)
J'accuse er en fransk stumfilm fra 1919 af Abel Gance.

## Medvirkende
- Romuald Joubé som Jean Diaz
- Maxime Desjardins som Maria Lazare
- Séverin-Mars som François Laurin
- Angèle Guys som Angele
- Maryse Dauvray som Edith Laurin